# ماری لارنس
ماری لارنس (انگلیسی: Mary Lawrence؛ ‏ ۱۷ مهٔ ۱۹۱۸ – ۲۴ سپتامبر ۱۹۹۱) بازیگر و مؤلف اهل ایالات متحده آمریکا بود.
از فیلم‌هایی که وی در آن‌ها نقش داشته است، می‌توان به بهترین مرد، آرنا، یگان رزمی و مواظب باش پروفسور اشاره نمود.